# Hermenches
Hermenches é uma comuna da Suíça, situada no distrito de Broye-Vully, no cantão de Vaud. Tem 4,56 km² de área e sua população em 2018 foi estimada em 364 habitantes.